# ALGOL
ALGOL (prescurtare de la ALGOrithmic Language) este un limbaj de programare adecvat scrierii algoritmilor. A fost realizat în 1959, dar cea mai răspândită versiune este ALGOL-60, care a fost adoptată în cadrul unei conferințe internaționale de la Paris și a fost perfecționată de specialiști de la International Federation for Information Processing (IFIP).
ALGOL era utilizat pe calculatoare numerice mari. Pentru calculatoare numerice mici a fost realizată versiunea SUBSETALGOL-60 (la care au contribuit și specialiști români).